# Johanniskirche (Stargard)

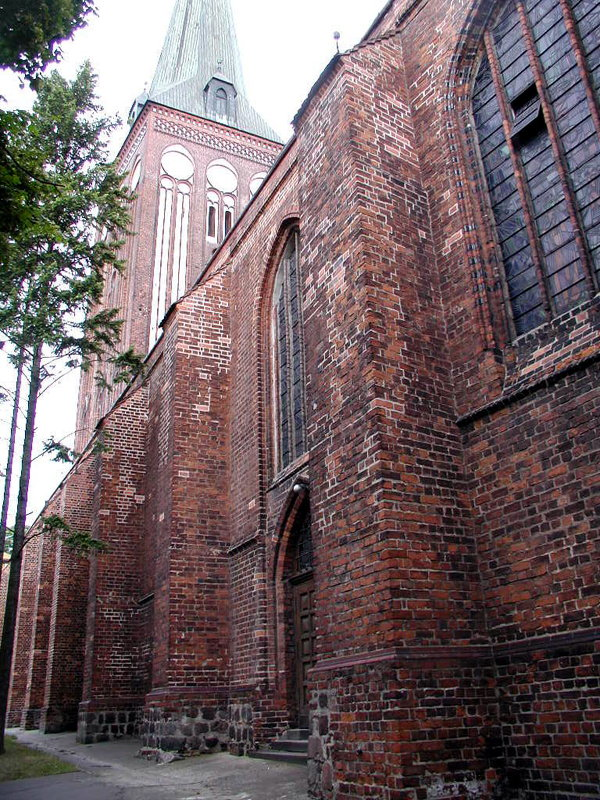
Johanniskirche

Die Kirche des heiligen Johannes des Täufers (polnisch Kościół św. Jana Chrzciciela) ist ein spätgotischer Backsteinbau in Stargard in Polen. Bis 1945 war sie evangelische Pfarrkirche in Stargard in Pommern.

## Geschichte und Architektur

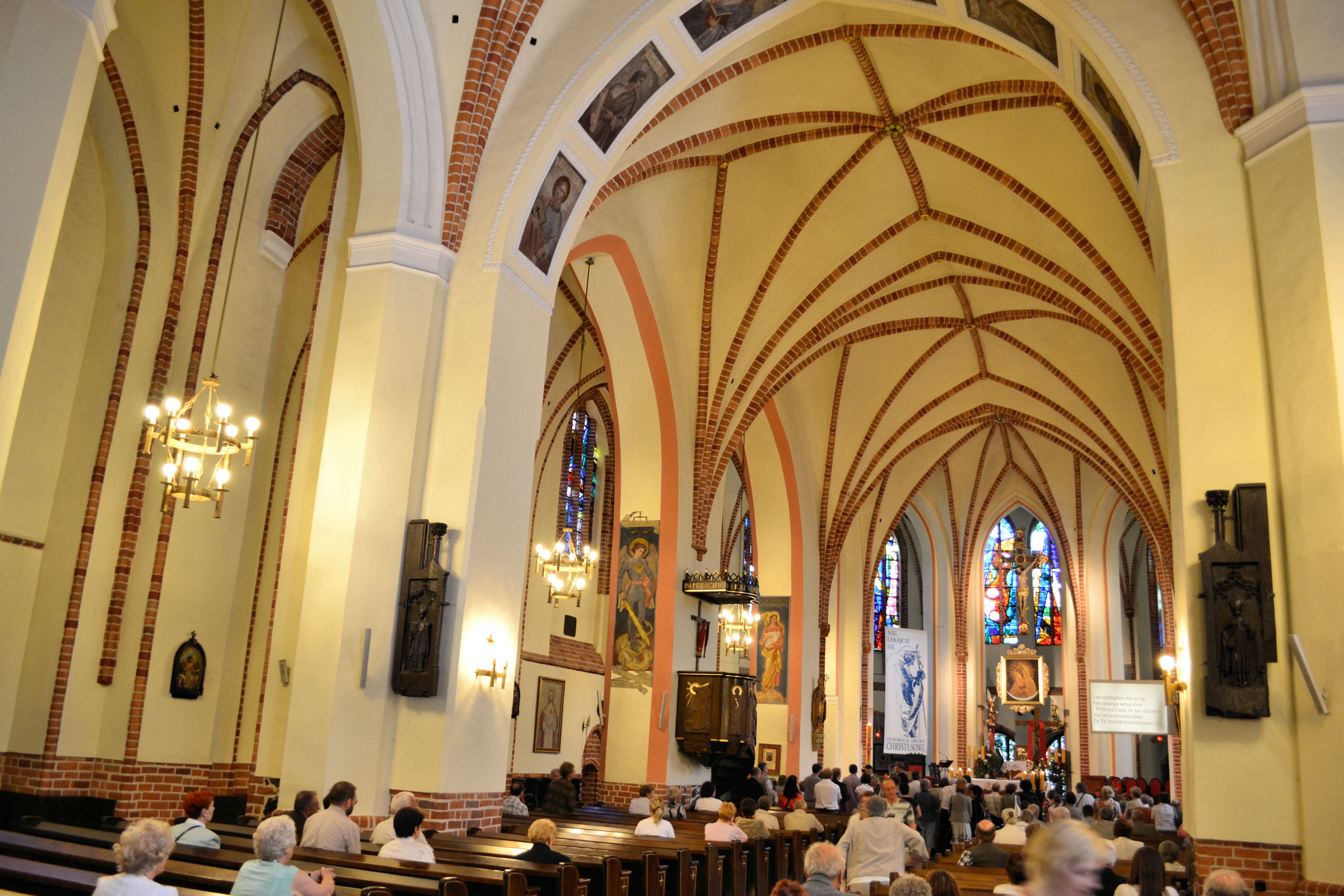
Innenraum

Die mittelalterliche Geschichte der Stargarder Johanniskirche ist eng mit der örtlichen Niederlassung des Johanniterordens verbunden. Die alte Konventskapelle aus der zweiten Hälfte des 13. Jahrhunderts wurde mit der Zeit durch eine spätgotische Backsteinkirche ersetzt, die nach mehreren Bauphasen ihre heutige Form einer dreischiffigen Hallenkirche mit Hallenumgangschor und axialem Westturm erhielt. In der bisherigen Forschung wurde der Backsteinbau in Anlehnung an eine erhaltene bauzeitliche Inschriftentafel und anhand der Stilanalyse in das 15. Jahrhundert datiert (Langhaus und Turm: 1408–1464; Chor: letztes Viertel des 15. Jahrhunderts). Sowohl quellenkundliche als auch zahlreiche bauhistorische Befunde sprechen jedoch dafür, dass das Langhaus nicht in einer gemeinsamen Baukampagne mit dem ab 1408 erbauten Westturm entstand, sondern deutlich früher – bereits im zweiten Viertel des 14. Jahrhunderts – erbaut und spätestens ab 1354 liturgisch nutzbar gewesen sein muss. Auch der im Dachbodenbereich verborgene, alte Ostgiebel des Langhauses lässt sich stilistisch in die zweite Hälfte des 14. Jahrhunderts datieren. Wie Baubefunde bezeugen, wurde zusammen mit dem Langhaus ein eingezogener Chor errichtet, der anstelle der abgetragenen alten Ordenskapelle auf deren alten Fundamenten erbaut wurde und aus zwei annähernd quadratischen Jochen mit geradem Ostschluss bestand. Basierend auf einer genauen Analyse der erhaltenen Baustruktur konnten vier unterschiedliche Baukampagnen am Chorbereich festgestellt werden. Nach Errichtung des eingezogenen Rechteckchores wurde dieser in einer zweiten Bauphase – vermutlich noch vor Einführung einer erweiterten Messordnung in der Johanniskirche im Jahr 1397 – um ein polygonales Ostjoch mit 5/8-Schluss verlängert. Parallel zu den ab 1408 am Westturm laufenden Bauarbeiten wurde der einschiffige Chor schließlich vor 1450/60 in eine Hallenumgangschoranlage umgestaltet. In einer letzten Bauphase erfolgte schließlich um 1500 der Anbau eines Kranzes niedriger Umgangskapellen.
Den Stadtbrand von 1635 überstand die Johanniskirche ohne größere Schäden. 1697 stürzte jedoch bei einem starken Unwetter der Turm auf das Kirchenschiff und zerstörte große Teile des Dachwerks. Das Mittelschiffsgewölbe im Langhaus stürzte ein und musste wiederhergestellt werden. In den beiden Weltkriegen wurde die Johanniskirche kaum beschädigt.
Seit 1945 gehört sie zur römisch-katholischen Kirche in Polen.

## Ausstattung

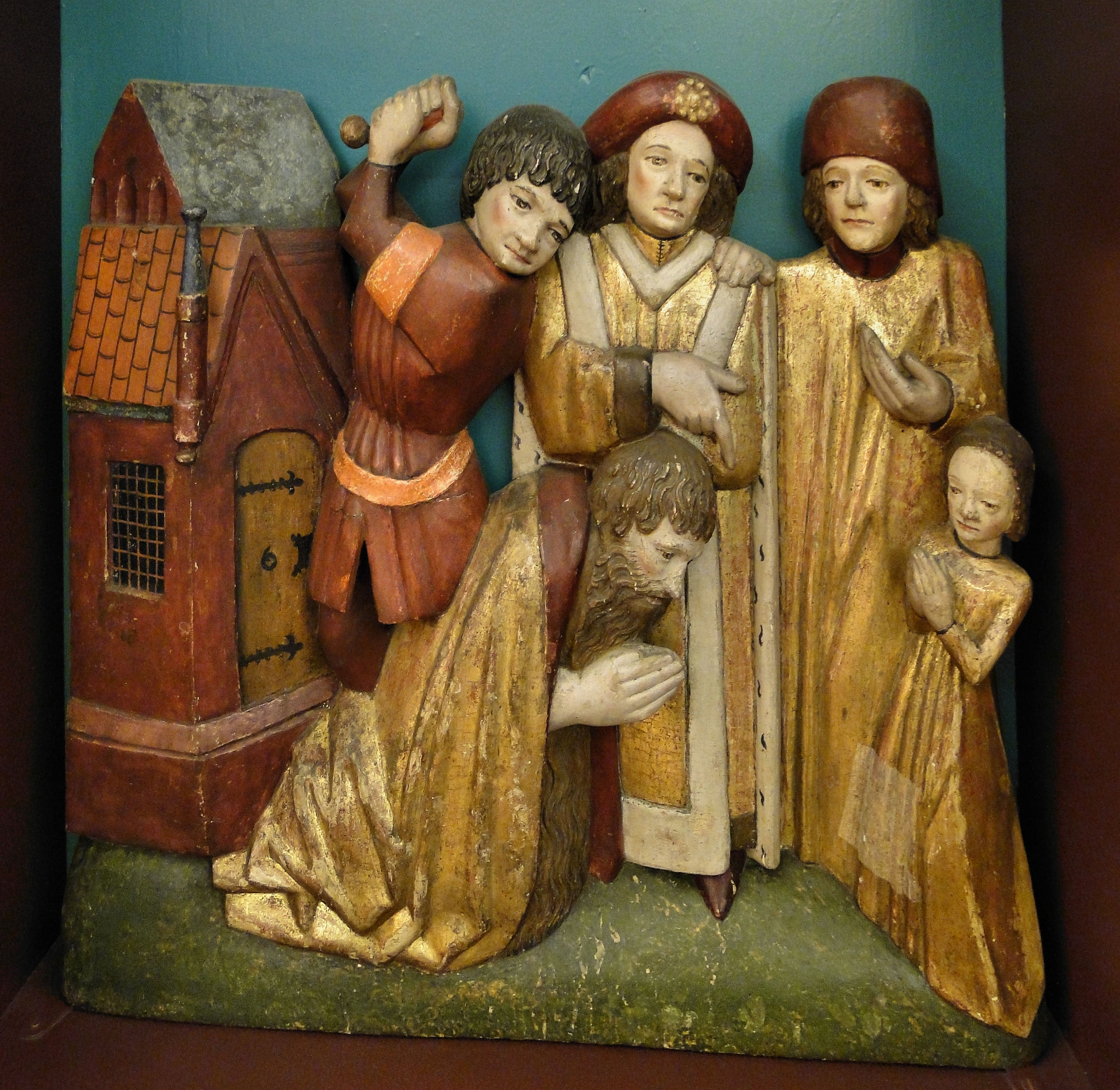
Hauptaltar

Zur Innenausstattung gehören mittelalterliches Chorgestühl aus der Augustinerkirche, drei Grabtafeln aus dem 17. Jahrhundert und weitere Ausstattungsstücke.
Der gotische Turm, der zwischen 1408 und 1464 errichtet worden war, stürzte 1697 ein. Bis 1699 wurde er wieder aufgebaut. Er ist mit einer Stargarder Blende versehen. In den Jahren 1892 bis 1893 wurde er mit einem neuen Turmhelm ausgestattet und auf 99 Meter erhöht.
Das einstige Schmuckstück des Johanniskirche bildete der Hauptaltar – das berühmte Johannispolyptychon, das in Teilen bis heute im Nationalmuseum erhalten ist. Dabei handelt es sich um ein großformatiges Pentaptychon von hoher künstlerischer Qualität, das um 1450 / 1460 datiert wird.